# Diti
Diti, sanskrtsky दिति „ohraničená, omezená“, je hinduistická bohyně. Je zmiňována již v Rgvédu, v Atharvavédu je označována za matku daijtů a v pozdějších textech je matkou asurů-protivníků bohů, stojící v protikladu k Aditi, matce dévů-bohů.
V Rgvédu je Diti zmiňována třikrát. V jedné ze zmínek se uvádí bohové Mitra a Varuna, kteří mohou vidět ze svých vozů jak Aditi, tak Diti, což bylo interpretována učencem Sájanou tak, že Diti je zemí ve své nedělitelnosti i se všemi stvořeními na ní, jinými komentátory tak, že je veškerou viditelnou přírodou. V druhé zmínce je Agni žádán, aby poskytl diti a odvrátil aditi, což však nemusí narážet na bohyně, ale na bohatství a nouzi. Sájána tuto dvojici interpretoval jako velkorysou a lakotnou dárkyni. V poslední zmínce se uvádí, že Diti, Agni, Savitar a Bhaga jsou dárci toho, co je potřeba. V Atharvavédu je označena za matku daitjů, s nimiž se v tomto díle dosud nepojí žádné negativní konotace.
V Mahábháratě a puránách je Diti dcerou Dakši, manželkou Kašjapy a matkou tří daitjů: synů Hiranjákši a Hiranjakašipua a dcery Šimhiky. Tři jmenování daitjové jsou někdy považováni za předky všech ostatních daijtů, jindy jsou i ostatní daijové, například Bala, Vrtra, Vátapi a další také označováni za její děti. Podle Padma purány stvořil Vrtra Kašjáspa ze svých vlasů, aby utěšil Diti, jež truchlila nad Balaem, jehož zabil Indra.
Podle eposu Rámájana byla Diti zarmoucena smrtí svých synů asurů během bojů s bohy a žádala Kašjapu, aby jí dal syna, který přemůže Indru. Mudrc jí to slíbil pod podmínkou, že zůstane čistá po tisíc roků. Diti se tedy uchýlila do poustevny a věnovala se askezi, během níž jí sloužil samotný Indra – například nosil dřevo, kořínky a plody nebo třel údy unavené odříkáním. Když však zbývalo pouhých deset let do ukončení Ditiny askeze, tak bohyně usnula s nohama na svých dlouhých vlasech – tím byla znečištěna a Indra mohl vstoupit do jejího lůna a rozbil svým hromoklínem zárodek v něm na sedm kusů. Během toho zárodek konejšil slovy rudah má rudah “Neplač! Neplač!“. Když se Diti vzbudila, Indra z ní vyšel ven, projevil ji svou úctu a požádal za odpuštění. Poté s jejím souhlasem rozbil každou ze sedmi částí plodu na dalších sedm částí, a tak vzniklo devětačtyřicet Marutů, jejichž jméno se odvozovalo lidovou etymologií z Indrových slov.